# Zdeněk Kárník

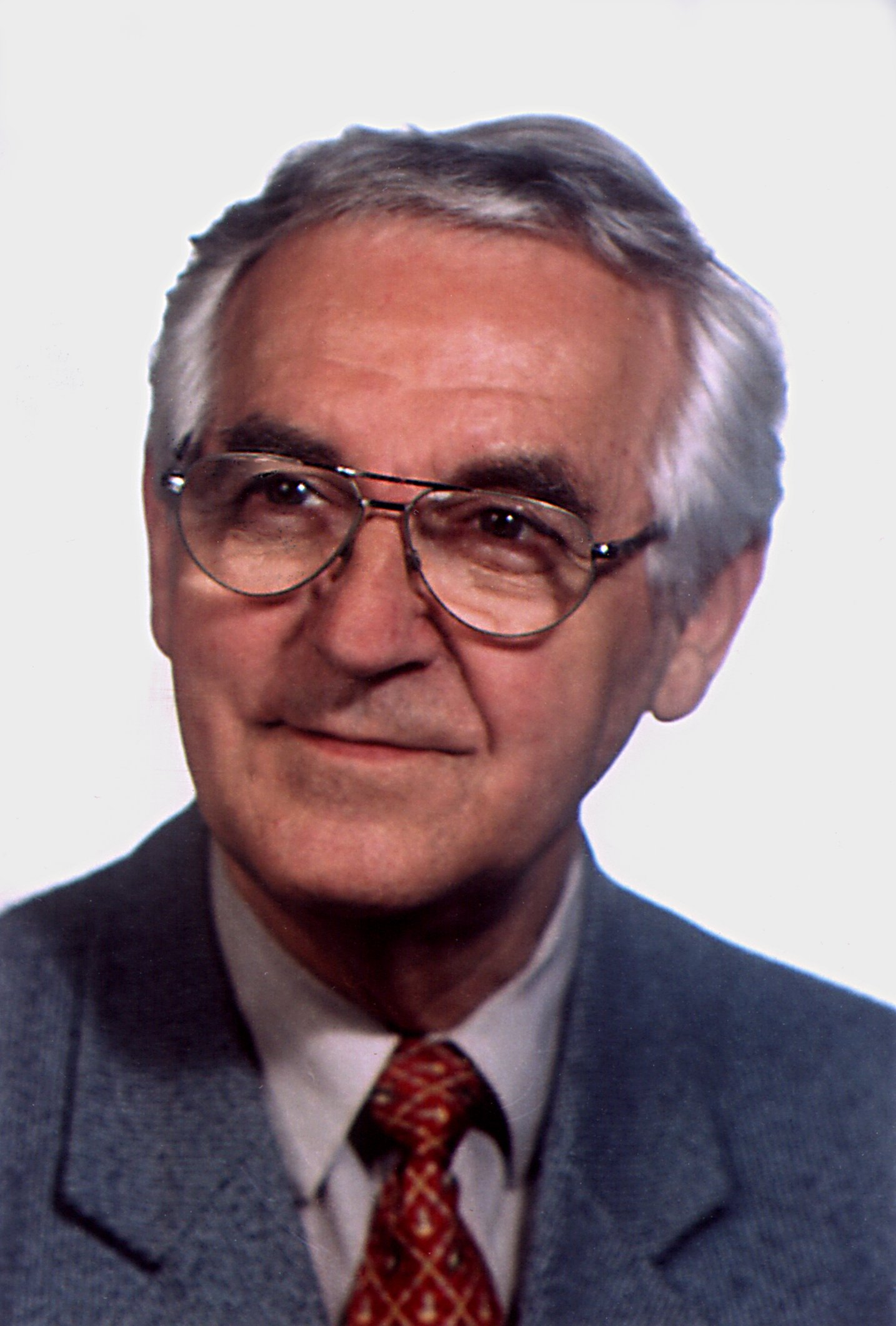
Zdeněk Kárník

Zdeněk Kárník (* 25. Juni 1931 in Dobré bei Dobruška, Okres Rychnov nad Kněžnou, Tschechoslowakei; † 30. September 2011 in Prag) war ein tschechischer Historiker und Pädagoge.

## Leben

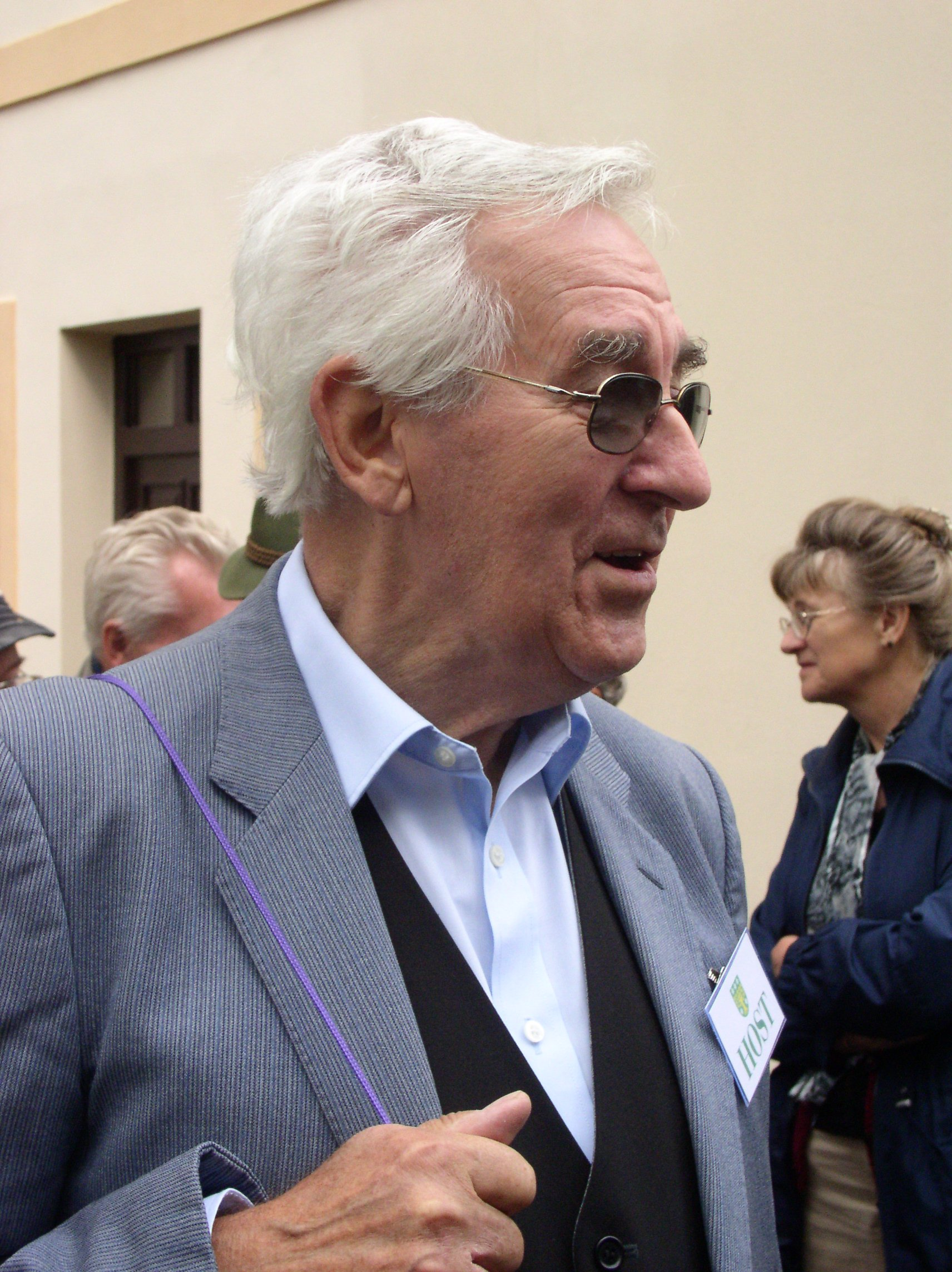
Zdeněk Kárník

Kárník wurde als Sohn des Händlers František Kárník geboren. In jungen Jahren wurde er u. a. von seinem älteren Bruder František beeinflusst; dieser war Assistent und später Dozent der Hochschule für Politische und Ökonomische Wissenschaften. Er war stark nationalistisch gesinnt und unterstützte im Krieg den Widerstand gegen den Nationalsozialismus. Zdeněk Kárník besuchte das F.-M-Pelcl-Realgymnasium in Rychnov nad Kněžnou. Ab 1950 studierte er an der Fakultät für Sozialwissenschaften in Prag, die 1952 in die Philosophische Fakultät der Karlsuniversität inkorporiert wurde. 1954 wurde er Lehrer an derselben Fakultät, 1965 hat er sich als Dozent für Tschechoslowakische Geschichte habilitiert. Im Prager Frühling 1968 nahm er an politischen Ereignissen an der Fakultät teil, 1969 musste er aus politische Gründen seine Lehrtätigkeit an der Fakultät beenden und im folgenden Jahr sogar die Universität verlassen; seine Rückkehr war erst durch die Samtene Revolution 1990 möglich, als er Leiter des Seminars für Sozialwissenschaften an der Anstalt für Wirtschaftliche und Soziale Geschichte wurde. 1970–90 war er an der Zentralstelle für Denkmalpflege des Bezirks Mittelböhmen tätig. Seine Arbeiten erschienen im Rahmen der Untergrundliteratur, wo er als Redakteur der illegalen Zeitschrift Historický sborník (Historischer Almanach), in den Jahren 1978–1989 veröffentlichte, oder unter fremden Namen. Er war oder ist immer noch an der Karlsuniversität Prag, in der Akademie der Wissenschaften der Tschechischen Republik, an der Pädagogischen Hochschule in Hradec Králové sowie an der Fakultät für Humanwissenschaften, später an der Philosophischen Fakultät der Universität Hradec Králové tätig. 1993 war er als Honorarprofessor an der Ruhr-Universität Bochum tätig, im Jahre 1998 absolvierte er einen Studienaufenthalt in Wien. In den Jahren 1956–1969 war er Mitglied der Kommunistischen Partei der Tschechoslowakei, er trat aus der Partei aus, 1970 wurde ihm die Mitgliedschaft entzogen. Zu seinen Hobbys gehörten Skifahren, Reisen und Klassische Musik.

## Kurze Werkübersicht
Zdeněk Kárník orientierte sich zuerst auf die Geschichte der Arbeiterbewegung sowie auf jene der sozialistischen Parteien, später erweiterte sich sein Interesse auch auf die Geschichte der Ersten und Zweiten Tschechoslowakischen Republik (1918–1939) im Anschluss an die Österreichisch-ungarische Monarchie: Socialisté na rozcestí: Habsburk, Masaryk či Šmeral? (Die Sozialisten auf dem Scheideweg: Habsburg, Masaryk oder Šmeral? 1968, erw. 1996), České země v éře První republiky (Böhmische Länder in der Zeit der Ersten Republik 1918–1938), I–III (2000–2003), Malé dějiny československé (Kleine tschechoslowakische Geschichte, 1867–1939) (2007). Das professionelle Credo des Kárníks lautet: „Zu den Ursachen jeder Erscheinung ohne Rücksicht auf die eigene oder fremde vorangehende Meinung oder Überzeugung kommen.“
In seiner Habilitationsarbeit První pokusy o založení komunistické strany v Čechách (Erste Versuche um die Gründung der kommunistischen Partei in Böhmen) beschäftigte er sich mit linksradikalen Gruppierungen, vor allem mit Anarchisten und Anarchokommunisten. In seinem grundlegenden Werk über die „Sozialisten auf dem Scheideweg“ erforscht er detailliert die Entwicklung der sozialdemokratischen Politik in Böhmen im Laufe des Ersten Weltkriegs im tschechischen, österreichisch-ungarischen und internationalen politischen Kontext. Die umfangreiche Trilogie über die Erste Republik bringt eine allseitige Analyse und Beschreibung der politischen, wirtschaftlichen, demographischen, sozialen, aber auch kulturellen oder wissenschaftlichen Entwicklung im Zeitraum zwischen den beiden Weltkriegen. Das Buch ist mit umfangreichem Bildmaterial und Tabellen versehen, im dritten Teil ist die tragische Zeit des Weges zum Münchner Abkommen ausführlich beschrieben. Im Werk wird auch die Entwicklung in der Slowakei und im damaligen Karpathorussland (heute Karpatenukraine) erforscht. Das folgende (wieder umfangreiche) Werk mit dem bescheidenen Titel Kleine tschechoslowakische Geschichte (1867–1939) fasst das Thema schon aus neuen Positionen auf: grundsätzlich ist schon die zeitliche Begrenzung selbst, denn diese deutet an, dass der Verfasser sowohl den Prolog der Entstehung des ersten tschechoslowakischen Staates in der letzten Periode der Existenz der österreichisch-ungarischen Monarchie, als auch den Epilog in der Form der Ersten Republik erforscht. Obwohl die Darlegung eine gewisse Tendenz zur populärwissenschaftlichen Beschreibung aufweist, werden die Themen der früheren „Trilogie“ an manchen Stellen noch tiefer analysiert; eine größere Aufmerksamkeit wird der Slowakei gewidmet. Im Vergleich mit der „Trilogie“ wird die Bildbegleitung wesentlich erweitert, die Texte zu den Illustrationen sind dann in der Form umfangreicher Erklärungen bearbeitet.
Wichtig ist auch die Editionstätigkeit des Prof. Kárník: Karel Kazbunda, Otázka česko-německá v předvečer Velké války (Tschechisch-Deutsche Frage am Vorabend des Großen Krieges, 1995), Bolševismus, komunismus a radikální socialismus v Československu, I–V (Bolschewismus, Kommunismus und Radikalsozialismus in der Tschechoslowakei I-V, 2003–2005), K novověkým sociálním dějinám českých zemí, I–IV (Zu der neuzeitlichen Sozialgeschichte der Böhmischen Länder, I-IV, 1998–2001) usw. Außerdem hat er auch eine Reihe von Beiträgen, Artikeln sowie 2 Kinderbücher über eine Partie der Jungen in der Umgebung der Burg Handštejn im Zweiten Weltkrieg geschrieben.
Seine Beiträge erscheinen in den Fachzeitschriften Památkářské práce (Denkmalschutzarbeit), Acta Oeconomica Pragensia, Historický obzor (Historische Umschau), Východočeské listy historické (Historische Blätter Ostböhmens), Acta historica et museologica Universitatis Silesianae Opaviensis usw., aber auch in der thematischen Enzyklopädie Larousse, in verschiedenen Sammelbänden und in den Veröffentlichungen auf dem Gebiet von Denkmalschutz.

## Werke (Auswahl)

### Wissenschaftliche Einzelwerke
- Dělnické rady v českých zemích 1917–1920. Praha: Filozofická fakulta Univerzity Karlovy, 1960.
- Založení KSČ v severovýchodních Čechách. Havlíčkův Brod: Krajské nakladatelství, 1961.
- Za československou republiku rad. Národní výbory a dělnické rady 1917–20. Praha: ČSAV, 1963.
- První pokusy o založení komunistické strany v Čechách. Praha: Academia, 1966.
- Socialisté na rozcestí: Habsburk, Masaryk či Šmeral? (1968), 1996, Praha: Karolinum. ISBN 978-80-7184-128-9.
- Rumburská vzpoura (als Eva Myšková). Ústí nad Labem: Severočeské nakladatelství, 1978. Postavy a události, sv. 6.
- Rozpad Rakousko-Uherska I–II (1988, samizdat).
- České země v éře První republiky (1918–1938). Díl první. Vznik, budování a zlatá léta republiky (1918–1929). Praha: Libri, 2000. ISBN 80-7277-027-6.
- České země v éře První republiky (1918–1938). Díl druhý. Československo a české země v krizi a v ohrožení (1930–1935). Praha: Libri, 2002. ISBN 80-7277-027-6.
- České země v éře První republiky (1918–1938). Díl třetí. O přežití a o život (1936–1938). Praha: Libri, 2003. ISBN 80-7277-119-1.
- Vlastimil Tusar. Novinář, politik, diplomat. Praha: Česká strana sociálně demokratická, 2005. ISBN 80-239-7703-2
- Malé dějiny československé (1867–1939). Praha: Dokořán, 2007. ISBN 978-80-7363-146-8.

### Zeitschriftenartikel in deutscher Sprache
- Zdeněk Kárník und Vladimír Dubský. Die Anfänge des tschechoslowakischen Staates und die sozialistische Bewegung (1917–1921). In: Die Entstehung der Tschechoslowakischen Republik und ihre national-politische Stellung. Praha 1968, S. 105–134.
- Die ersten Versuche zur Gründung einer kommunistischen Partei in Böhmen. Archiv für die Geschichte des Widerstandes und Arbeit, No. 14. Bochum 1996.
- Bemühungen um einen deutsch-tschechischen Ausgleich in Österreich und Folgen ihren Schreiterns. In: Staat und Nation in multiethnischen Gesellschaften. Wien 1991, S. 121–140; State and Nation in multiethnic Society. Boston 1991, pp. 81–97.
- Die tschechoslowakische Sozialdemokratie und tschechischen katholischen politischen Parteien in Böhmen am Anfang des Ersten Weltkrieges – Kooperation, Koexistenz, oder Konflikt?. In: Prager Wirtschafts- und Sozialgeschichte. Praha 1994, S. 105–113.
- Die Haltung der tschechischen politischen Parteien zum Reichsproblem bis zum Völkermanifest Kaisers Karls. In: První světová válka a vztahy mezi Čechy a Němci. (Eds. Hans Mommsen, Dušan Kováč, Jiří Malíř, Michaela Marková.) Brno 2000, S. 13–36.
- Die Erste Republik im Strom der Sozialgeschichte. In: Sozialgeschichte und soziale Bewegungen in der Historiographie der Tschechischen und Slowakischen Republik, Mitteilungsblatt des Instituts für Soziale Bewegungen, Hft. 23, 2000, S. 74–90.

### Für Kinder
- Bílá ruka – Za tajemstvím hradu Handštejna. Praha: Knižní klub, 2003. ISBN 80-242-0956-X.
- Bílá ruka a poklad hradu Handštejna. Praha: Dokořán, 2004. ISBN 80-86569-57-8.

### Als Herausgeber
- Karel Kazbunda, Otázka česko-německá v předvečer Velké války. (Ed. Zdeněk Kárník.) Praha: Karolinum, 1995. ISBN 80-7184-056-4.
- Sborník k problematice multietnicity. České země jako multietnická společnost: Češi, Němci a Židé ve společenském životě českých zemí 1848–1918. Praha: Filozofická fakulta Univerzity Karlovy, 1996. ISBN 80-85899-17-5.
- K novověkým sociálním dějinám českých zemí I. Čechy mezi tradicí a modernizací 1566–1848. (Eds. Zdeněk Kárník und Jiří Štaif.) Praha: Karolinum, 1999. ISBN 80-7184-930-8.
- K novověkým sociálním dějinám českých zemí II. Z dob rakouských a předlitavských (1848–1918). (Ed. Zdeněk Kárník.) Praha: Karolinum, 1998.
- K novověkým sociálním dějinám českých zemí III. Od války k válce (1914–1939). (Ed. Zdeněk Kárník.) Praha: Karolinum, 2001. ISBN 80-7184-495-0.
- K novověkým sociálním dějinám českých zemí IV. Zvraty a převraty (1939–1992). (Eds. Zdeněk Kárník und Jan Měchýř.) Praha: Karolinum, 2001. ISBN 80-246-0198-2.
- Antologie studijních textů k novověkým sociálním dějinám V/I. (Eds. Jaroslav Čechura und Zdeněk Kárník.) Praha: Karolinum, 2002. ISBN 80-246-0341-1.
- Masaryk, Tomáš Garrigue, 1850–1937. Parlamentní projevy 1907–1914. (Eds. Vratislav Doubek, Zdeněk Kárník und Martin Kučera.) Praha: Masarykův ústav AV ČR, 2002. ISBN 80-86495-11-6.
- Bolševismus, komunismus a radikální socialismus v Československu I. (Eds. Zdeněk Kárník und Michal Kopeček.) Praha: Dokořán, 2003. ISBN 80-86569-60-8.
- Bolševismus, komunismus a radikální socialismus v Československu II. (Eds. Zdeněk Kárník und Michal Kopeček.) Praha: Dokořán, 2004. ISBN 80-86569-77-2.
- Bolševismus, komunismus a radikální socialismus v Československu III. (Eds. Zdeněk Kárník und Michal Kopeček.) Praha: Dokořán, 2005. ISBN 80-7363-006-0.
- Bolševismus, komunismus a radikální socialismus v Československu IV. (Eds. Zdeněk Kárník und Michal Kopeček.) Praha: Dokořán, 2005. ISBN 80-7363-032-X.
- Bolševismus, komunismus a radikální socialismus v Československu V. (Eds. Zdeněk Kárník und Michal Kopeček.) Praha: Dokořán, 2006. ISBN 80-7363-033-8.

## Empfehlungen
- Zdeněk Kárník's Profil
- 2 Besprechungen des Buches Malé dějiny československé
- 2 Besprechungen des Buches Bolševismus, komunismus… II
- 2 Besprechungen des Buches Bolševismus, komunismus… III
- Kdo je kdo v ČR na přelomu století. Praha: Agentura Kdo je kdo, 1995.
- Vladimír Kašík: Prof. Zdeněk Kárník zum siebzigsten Geburtstag. In: Prager wirtschafts- und sozialhistorische Mitteilungen 6, 2001–2002, s. 277–280.
- Vladimír Kašík: Sedmdesát let profesora Zdeňka Kárníka. (Další historik sedmdesátník z té podivné /?/ generace osmašedesátníků). In: Pocta profesoru Zdeňku Kárníkovi. Sborník příspěvků k jubilantovým sedmdesátinám. Praha: Karolinum 2003.
- Milan Otáhal: Má setkání se Zdeňkem Kárníkem. In: Pocta profesoru Zdeňku Kárníkovi. Sborník příspěvků k jubilantovým sedmdesátinám. Praha: Karolinum 2003
- Zdeněk Kárník: Výběrová bibliografie. In: Pocta profesoru Zdeňku Kárníkovi. Sborník příspěvků k jubilantovým sedmdesátinám. Praha: Karolinum 2003.